# Fabrice Meddour
 (octobre 2018).
Si vous disposez d'ouvrages ou d'articles de référence ou si vous connaissez des sites web de qualité traitant du thème abordé ici, merci de compléter l'article en donnant les références utiles à sa vérifiabilité et en les liant à la section « Notes et références ».
Fabrice Meddour, né en 1966, est un dessinateur français de bande dessinée.

## Biographie
Il a remporté le Veau d'Or du 15e festival Des Planches et des Vaches en avril 2016 et sera le Président de la 16éme édition en avril 2017.

## Œuvre

### Bande dessinée
- Arthur et les minimoys, scénario de Patrick Weber d'après les romans éponymes de Luc Besson, Soleil Productions

4. D'autres Aventures d'Arthur, 2007  (ISBN 978-2-84946-860-9)
- Ganarah, Vents d'Ouest

1. Les Larmes d'Armon Zurath, 2005  (ISBN 2-7493-0187-4)
2. Un Palais, des arbres et des fruits rouge sang, 2006  (ISBN 2-7493-0278-1)
3. Les Voix du passé, 2010  (ISBN 978-2-7493-0344-4)

- Les Filles de Soleil, dessins collectifs, Soleil Productions

Tome 12, 2008  (EAN 200-0-00-941565-0)
- La Geste des Chevaliers Dragons, scénario d'Ange, Soleil Productions

8. Le Chœur des ténèbres, 2009  (ISBN 978-2-302-00558-7)
- Gilles de Carpe, scénario de Philippe Chanoinat, Soleil Productions

1. Quand le Démon de Midi Mabite, 2004  (ISBN 2-84565-633-5)

- Guerrières celtes, dessins collectifs, Soleil Productions, 2009  (EAN 200-0-00-944290-8)
- Hispañola, Vents d'Ouest, collection Grain de sable

1. Le Sérum, 1995  (ISBN 2-8696-7363-9)
2. Le grand Silencieux, 1996  (ISBN 2-8696-7457-0)
3. Viky, 1997  (ISBN 2-8696-7541-0)
4. Les Héritiers, 2000  (ISBN 2-8696-7807-X)

- John Arthur Livingstone - Le Roi des singes, scénario de Philippe Bonifay, Vents d'Ouest

1. Tome 1, 2012  (ISBN 978-2-7493-0592-9)

- Le Diable, scénario de Mathieu Gallié, Thomas Mosdi, Florenci Clavé et Fabrice Meddour, dessins de Guillaume Sorel, Catherine Simoni, Fabrice Meddour, Olivier Ledroit, Florenci Clavé, Freddy Emm, Chanteloup et T. Coquelet, Vents d'Ouest, collection Gris feu, 1993  (ISBN 2-86967-249-7)
- Le Temps des cendres, scénario de Philippe Mouret, Soleil Productions

1. Avant tout, 1998  (ISBN 2-87764-735-8)
2. Papegaï (1re partie), 1999  (ISBN 2-87764-932-6)
3. Papegaï (2e partie), 2001  (ISBN 2-84565-097-3)

- L'Ultime Chimère, scénario de Laurent-Frédéric Bollée, Glénat, collection Grafica

4. La Machine, dessins de Griffo et Fabrice Meddour, 2009  (ISBN 978-2-7234-6290-7)
- Un corps en trop - Les troubles des conduites alimentaires chez l’adolescent, scénario de Xavier Pommereau, Marie-Noëlle Pichard et Aurélie Souchard, éd. Narratives, 2009

- Après l'enfer, Bamboo, 2019

## Prix
- 2019 : Prix Nouvelle République pour Après l'enfer